# Chirbury
Chirbury – wieś w Anglii, w hrabstwie Shropshire. Leży 27 km na południowy zachód od miasta Shrewsbury i 235 km na północny zachód od Londynu.